# Louise Arbour
Pour les articles homonymes, voir Arbour.
Louise Arbour, née le 10 février 1947 à Montréal, est une avocate, juriste et fonctionnaire internationale canadienne.
Avocate de formation, elle est procureur en chef du Tribunal pénal international pour l'ex-Yougoslavie et du Tribunal pénal international pour le Rwanda, puis devient juge à la Cour suprême du Canada. Entre 2004 et 2008, elle est Haut-Commissaire des Nations unies aux droits de l'homme. De 2017 à 2018, elle est la représentante spéciale du secrétaire général des Nations unies pour les migrations.

## Biographie

### Jeunesse
Issue d'une famille bourgeoise, ses parents étant propriétaires d'une chaîne d'hôtel, Louise Arbour reçoit son éducation primaire et secondaire à la Congrégation Notre-Dame du Collège Regina Assumpta, une école privée tenue par des religieuses. Durant ses études, elle dirige le journal de l'établissement, où elle se fait remarquer pour son irrévérence. Elle obtient un baccalauréat ès arts à l'Université de Montréal en 1967, suivi d'une licence en droit (LL.L.) avec la mention « Distinction » en 1970. C'est durant cette même année qu'elle entre comme avocate au barreau du Québec. Les deux années suivantes, elle est commise aux affaires légales pour le juge Louis-Philippe Pigeon à la Cour suprême du Canada, tout en complétant des études en Common Law canadien à l'Université d'Ottawa. Le Barreau de l'Ontario l'accueille en 1977,.

### Professeur
De 1974 à 1987, Louise Arbour est officier de recherche pour la Commission de réforme du droit du Canada. Elle est aussi professeure adjointe et doyenne adjointe de la Osgoode Hall Law School à Toronto, où elle avait déjà été professeure adjointe, puis associée, de 1972 à 1973.

### Juriste

#### Juge en Ontario
Elle est nommée juge à la Cour suprême de l'Ontario en 1987 ; elle est la première femme francophone à accéder à un tel poste. En 1990, elle est nommée juge à la Cour d'appel de l'Ontario.
En 1995, elle est nommée présidente d'une commission d'enquête ontarienne sur l'émeute survenue à la prison des femmes située à Kingston en Ontario. Le résultat du travail de cette commission (le rapport Arbour) entraine la fermeture de la prison en 2000.

#### Tribunal pénal international
En 1996, elle est nommée procureur général du Tribunal pénal international pour le Rwanda et du Tribunal pénal international pour l'ex-Yougoslavie. Son travail consistait à superviser le travail de ces deux tribunaux créés par les Nations unies. Pendant cette période, elle publie des textes sur les procédures criminelles, les droits de l'homme et les libertés civiles, tant en anglais qu'en français.
En 1997, dans le cadre de ses activités pour le Tribunal pénal international pour l'ex-Yougoslavie, elle accuse la France de « traîner les pieds » en Bosnie-Herzégovine en évitant d'arrêter les criminels de guerre.
Elle accuse le président de la Serbie, Slobodan Milošević, de crimes de guerre le 22 mai 1999 mais cela n'est rendu public que le 27 mai 1999.

#### Juge à la Cour suprême du Canada
Le 26 mai 1999, elle est nommée par le premier ministre Jean Chrétien juge à la Cour suprême du Canada (décret 1999-0941). Elle entre en fonction le 15 septembre 1999, succédant au juge Peter Cory. Cette année-là, elle reçoit 17 doctorats honoris causa, et en recevra dix autres les années suivantes. Elle quitte ce poste le 30 juin 2004.

#### Haut-Commissariat aux droits de l'homme

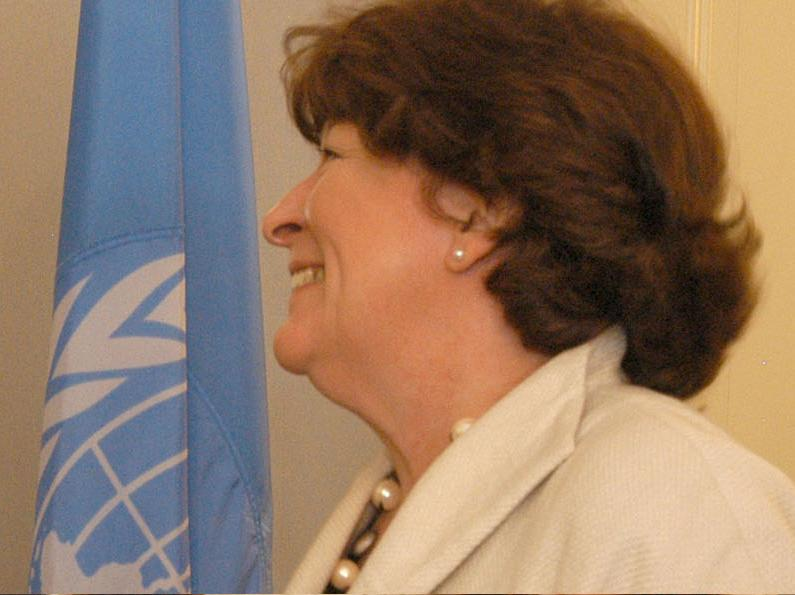
Louise Arbour en 2007.

Le 20 février 2004, Louise Arbour est nommée haut-commissaire de l'ONU aux droits de l'homme, poste qu'elle occupe à compter du 1er juillet 2004. Elle remplace Sérgio Vieira de Mello, tué dans un attentat à Bagdad (Irak). En juillet 2006, dénonçant les attaques d'Israël contre le Liban, elle fait l'objet d'une campagne ayant pour objectif sa démission de ses fonctions onusiennes; ce qu'elle a fait le 30 juin 2008.
Elle participe à la « Conférence internationale sur les droits humains des LGBT »  à Montréal le 29 juillet 2006, et joue un rôle important dans l'adoption de Déclaration de Montréal sur les droits humains des LGBT. Elle influence aussi fortement l'établissement des principes de Yogjakarta.
Louise Arbour démissionne de ses fonctions le 30 juin 2008. Contestée de toutes parts par les principaux gouvernements occidentaux et quelques pays émergents, elle avait déjà annoncé au printemps précédent son intention de quitter le Haut-Commissariat des Nations unies aux droits de l'homme. Au cours de son mandat, elle émet plusieurs critiques à l'endroit de certains gouvernements, qui cherchent selon elle à contrôler, par leur politique, le Haut Commissariat. De plus, elle déplore vivement l'attitude des États-Unis dans leur lutte antiterroriste ainsi que dans le conflit entre l'État de Palestine et Israël. Elle critique également l'impunité dont jouit le régime de Paul Kagame malgré ses implications dans les violences et crimes de guerre au Congo. Enfin, elle fait du conflit au Darfour son cheval de bataille. Navanethem Pillay lui succède.

### Autres fonctions

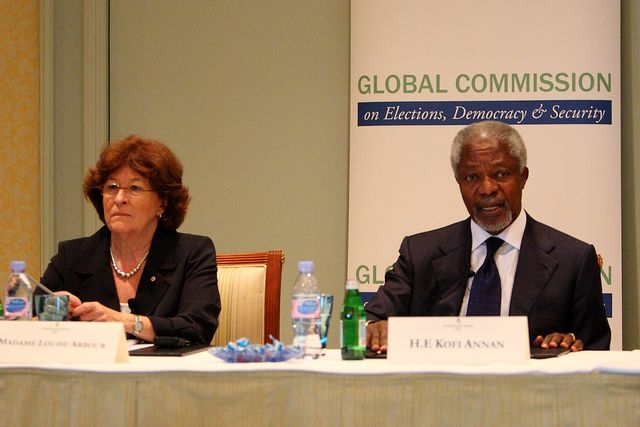
Louise Arbour et Kofi Annan en 2011.

Louise Arbour est choisie en mars 2009 pour remplacer Gareth John Evans à la présidence de l'organisation non gouvernementale International Crisis Group. Elle quitte ce poste en juin 2014. En 2017, elle est nommée représentante spéciale du secrétariat général des Nations unies pour le Pacte mondial sur les migrations.

## Prix et distinctions

### Ordres
- 2007 :  Compagne de l'Ordre du Canada
- 2009 :  Grande officière de l'Ordre national du Québec
- 2012 :  Commandeur de la Légion d'honneur

### Doctorats honorifiques
- 1995 : Université York
- 1997 : Université d’Ottawa
- 1999 : Société du Barreau du Haut-Canada
- 1999 : Université du Nouveau-Brunswick
- 1999 : Université Laurentienne
- 1999 : Université du Québec à Montréal
- 2000 : Université libre de Bruxelles
- 2000 : Université de Victoria
- 2000 : Collège militaire royal de Kingston
- 2000 : Chicago-Kent College of Law (en)
- 2000 : Université de Montréal
- 2000 : Université McMaster
- 2000 : Université Western Ontario
- 2000 : Université de Toronto
- 2000 : Université de Glasgow
- 2000 : Université Queen's
- 2000 : Université Carleton
- 2001 : Université Mount Saint Vincent
- 2001 : Université de King's College
- 2001 : Université de Moncton
- 2001 : Université Memorial de Terre-Neuve
- 2001 : Université de Windsor
- 2001 : Université Concordia
- 2001 : Université de la Colombie-Britannique
- 2002 : Université Lakehead
- 2003 : Université de Picardie Jules Verne
- 2003 : Université Saint-Francis-Xavier

### Médailles associatives ou institutionnelles
- 1995 : Médaille de l'Université de Montréal
- 1996 : Médaille de la Women's Law Association de Toronto
- 1998 : Médaille du Prix G. Arthur Martin de la Criminal Lawyers' Association
- 1999 : Médaille d'honneur de l'Association internationale des procureurs
- 1999 : Médaille du mérite de l'Institut de recherches cliniques de Montréal
- 2001 : Médaille du Barreau du Québec
- 2003 : Médaille de la Faculté de droit de l'Université de Montréal
- 2016 : Médaille de l'Ordre du mérite de l'Association des diplômés de l'Université de Montréal

### Membre honoraire ou intronisé
- 1992 : Membre à vie de l’Association des juristes d’expression française de l’Ontario
- 2000 : Membre honoraire de la Société américaine de droit international
- 2000 : Membre honoraire de la Golden Key National Honour Society
- 2001 : Membre honoraire de Grays Inn
- 2003 : Membre du temple de la renommée de la Women's Forum for the Economy and Society
- 2003 : Membre titulaire honoraire du American College of Trial Lawyers (en)

### Prix
- 1999 : Prix de la Fondation Louise Weiss
- 2000 : Prix des quatre libertés de Roosevelt (Liberté d'être à l'abri de la peur)
- 2000 : Prix des droits de la personne de l'Association de droit Lord Reading
- 2000 : Prix Femme de distinction du centre Hadassah-Wizo de Toronto
- 2000 : Prix de la paix du Mouvement canadien pour une fédération mondiale
- 2000 : Pennsylvania Bar Foundation's Second Annual Service to Humanity Award, Harrisburg (Pennsylvanie)
- 2001 : Prix Wolfgang Freidman Memorial de la Faculté de droit de l'Université Columbia
- 2001 : Prix Eid-ul-Adha de l'Association des musulmans progressistes de l'Ontario
- 2001 : Prix national d'accomplissement de la Jewish Women International of Canada
- 2002 : Prix de la Fondation « Justice dans le Monde » de l'Union internationale des Magistrats
- 2002 : Personnalité de l'année, Centre McGill de recherche et d'enseignement sur les femmes
- 2002 : Prix Stefan A. Riesenfeld Symposium de la Berkeley Journal of International Law (en)
- 2008 : Prix des droits de l'homme des Nations unies
- 2008 : Grand prix du Conseil québécois des gais et lesbiennes
- 2010 : Prix Nord-Sud
- 2011 : Prix Spécial du Jury pour la prévention des conflits[13],[14], décerné par la Fondation Chirac
- 2016 :  Prix Tang, catégorie État de droit

### Mandats
- Professeure honoraire, Université de Warwick, Coventry (R.-U.), 1999-2004
- Vice-présidente, Association canadienne des libertés civiles, 1985-1987
- Membre du conseil d'administration de l'International Crisis Group, 2000, Présidente et PDG en 2009[15]
- Membre de l'International Council, Institute for Global Legal Studies of Washington University School of Law, St. Louis, Missouri, 2001
- Membre du conseil consultatif, International Journal of Constitutional Law, Oxford University Press (New York Law School), 2001
- Membre, Comité de rédaction, Journal of International Criminal Justices 2003

### Hommages

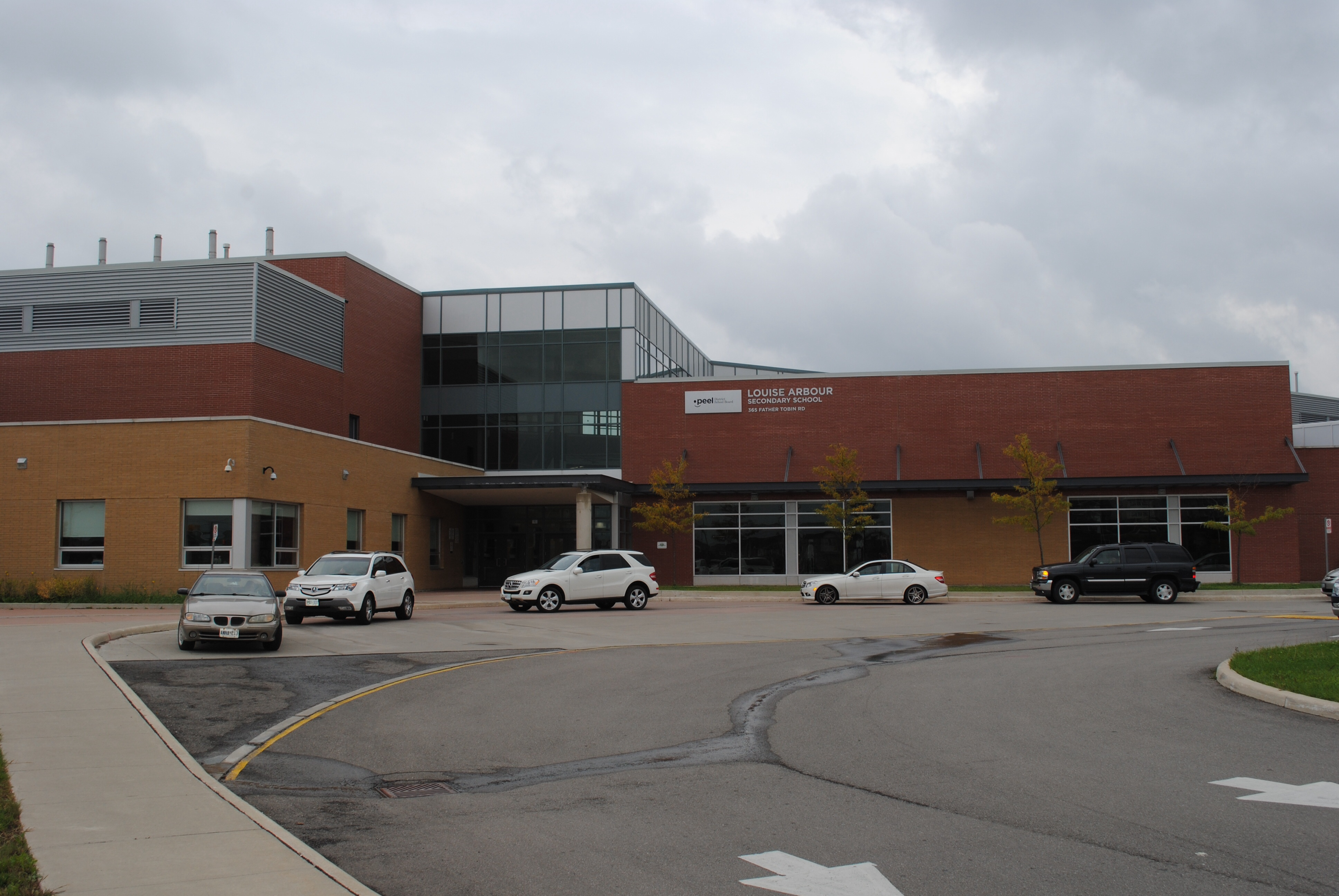
École secondaire Louise Arbour, à Brampton.

- 2019 : Parmi les portraits des vingt-et-une Montréalaises exceptionnelles qui se démarquent sur les plans social, scientifique et culturel[16]
- 2010 : Une école secondaire est nommée en son honneur à Brampton
- 2019 : Une école élémentaire est nommée en son honneur à Ottawa[17]

## Ouvrage
- Rudyard Griffiths, Louise Arbour, David Malouf et Beverley McLachlin, Nouveau Dialogue sur la démocratie au Canada, Boréal, 2006.  (ISBN 2764604629)